# Гърция под османска власт
Гърция под османска власт, Османска Гърция, или Туркократия (на гръцки: Τουρκοκρατία), e период в историята на Гърция, започнал с падането на Константинопол през 1453 г. в ръцете на османците и продължил до 1821 г. – началото на Гръцката война за независимост. Повечето от областите, които днес са в границите на съвременна Гърция са били част от Османската империя. Някои региони обаче, като Йонийските острови, различни временни владения на Венецианската република или полуостров Мани в Пелопонес не са поставени изобщо под османска администрация, въпреки че последният е бил под османски сюзеренитет. Провъзгласяването на Първата гръцка република през 1822 г. е предшествано от създаването на автономната Йонийска република през 1800 г.
Османска Гърция е мултиетническо общество. Османската система на милетите обаче не съответства на съвременната западна представа за мултикултурализъм. На гърците са дадени някои привилегии и свободи, но те страдат от злоупотребите на местните представители на имперската власт, върху които централното правителство упражнява само отдалечен и непълен контрол. Въпреки загубата на политическата си независимост, гърците не губят позициите си и остават доминиращи в областта на търговията и бизнеса. Консолидацията на османската власт през XV и XVI век прави Средиземно море безопасно за гръцкото корабоплаване и гръцките собственици на кораби стават морски превозвачи на империята, реализирайки огромни печалби. След османското поражение в битката при Лепанто обаче, гръцките кораби често стават обект на жестоки атаки от католически (особено испански и малтийски) пирати.
Периодът на османско владичество оказва дълбоко въздействие върху гръцкото общество, тъй като се появяват нови елити. Гръцката земевладелска аристокрация, която традиционно доминира във Византийската империя, има трагична съдба и бива почти напълно унищожена. Новата водеща класа в османска Гърция са прокритите (πρόκριτοι на гръцки), наричани от османците коджабашии. Прокритите са по същество чиновници и събирачи на данъци и си спечелват лоша репутация, тъй като проявяват корупция и непотизъм. От друга страна, фанариотите заемат видни постове в имперската столица Константинопол като бизнесмени и дипломати, а Гръцката православна църква и Вселенският патриарх получават голяма власт под протекцията на султана, придобивайки религиозен контрол над цялото православно население на империята: гръцко, албанско, латиноговорещо и славянско.

## Османска експанзия
Византийската империя, наследник на античната Римска империя, която управлява по-голямата част от гръцкоговорещия свят повече от 1100 години, фатално отслабва след разграбването на Константинопол от латинските кръстоносци през 1204 г.
Османското настъпление в Гърция е предшествано от победа над сърбите на север. Първо, османците печелят Черноменската битка при Марица през 1371 г. Тогава сръбските сили са предвождани от сръбския крал Вукашин, баща на Крали Марко и съуправител на последния император от сръбската династия Неманичи. Следва османска победа в историческата битка при Косово през 1389 г.
След като неутрализират съпротивата на сърбите и с оглед на последвалите византийски граждански войни, османците обсаждат и превземат Константинопол през 1453 г. След това напредват на юг в Гърция, превземайки Атина през 1458 г. Гърците се задържат в Пелопонес до 1460 г., като Пелопонеското деспотство е последният остатък от Византийската империя, който устоява срещу османците. Въпреки това то също пада под властта на османците през 1460 г., завършвайки завладяването на континентална Гърция. Венецианците и генуезците остават на някои от островите, но до началото на XVI век цялата континентална Гърция и повечето острови в Егейско море са в османски ръце, с изключение на няколко пристанищни града, които все още се държат от венецианците (Навплио, Монемвасия, Парга и Метони са най-важните от тях). Херцогство Наксос, съсредоточено върху островите Наксос и Парос до 1579 г., Сифнос до 1617 г. и Тинос до 1715 г. също остават част от венецианските морски владения (Stato da Màr). Планините на Гърция не са завладени и до голяма степен стават убежище за гърците, които искат да се противопоставят на османците и да участват в партизанска война.
Цикладските острови, в средата на Егейско море, са официално анексирани от османците през 1579 г., въпреки че са под васален статут от 1530 г. Кипър пада през 1571 г., а венецианците задържат Крит до 1669 г. Йонийските острови никога не са били управлявани от османците, с изключение на Кефалония (от 1479 до 1481 и от 1485 до 1500), и остават под управлението на Република Венеция. Корфу устоява на три големи османски обсади през 1537 г., 1571 г. и 1716 г., като при всички османците са отблъснати. Именно на Йонийските острови се заражда съвременната гръцка държавност със създаването на Йонийската република през 1800 г.

## Под османска власт
Консолидацията на османското владичество поражда две различни вълни на гръцка миграция. Първата включва гръцки интелектуалци, като Базилиос Бесарион, Георгиус Плетон Гемистос и Маркос Мусурос, които емигрират в Западна Европа и оказват влияние върху настъпването на Ренесанса (въпреки че широкомащабната миграция на гърци към други части на Европа, най-вече италианските университет градове, започва много по-рано, още след превземането на Константинопол от кръстоносците). Тази тенденция оказва влияние и върху създаването на гръцката диаспора.
Втората вълна е вътрешна: гърците напускат равнините на гръцкия полуостров и се заселват в планините, където трудният терен затруднява османците да установят военно или административно присъствие.

### Социални различия
Султанът е на върха на правителството на Османската империя. Въпреки че има атрибутите на абсолютен владетел, той всъщност е обвързан от различни форми на традиция и конвенция. Тези ограничения имат предимно религиозен характер. Наистина, Коранът е основното ограничение за абсолютното управление на султана и по този начин Коранът служи като „конституция“.
Османското управление на провинциите се характеризира с две основни функции. Местните администратори в рамките на провинциите трябва да поддържат военните сили и да събират данъците. Военната система има феодален характер. На войниците от султанската кавалерия се разпределя земя, малки или големи дялове въз основа на ранга на отделния кавалерист. На всички немюсюлмани е забранено да яздят кон, което прави пътуването по-трудно. Османците разделят Гърция на шест санджака, всеки управляван от санджакбей, назначаван от султана, който установява столицата си в Константинопол през 1453 г.
Завоюваната земя се раздава на османските войници, които я управляват като феодални владения (тимари и зиамети), но остава под властта на султана. Тази земя не може да бъде продавана или наследявана, а се връща във владение на султана, когато притежателят на феод (тимариот) умре. Така след активната си служба като кавалеристи в султанската армия, те живеят добре от приходите от имотите си, като земята се обработвана предимно от селяни. Много османски тимариоти са произлезли от предосманската християнска аристокрация, но са прехвърлили своята вярност към османците след завладяването на Балканите. Приемането на исляма не е задължително изискване и до към петнадесети век е известно, че много тимариоти са християни, въпреки че броят им постепенно намалява с времето.
С тази феодална система османците заместват изцяло съществуващата система на селско владение във Византия. При нея селяните притежават собствената си земя и владението им е наследствено и неотчуждаемо. Османското правителство не изисква военна служба от селяните. На всички немюсюлмани на теория е забранено да носят оръжие, но това не се спазва. Всъщност в региони като Крит почти всеки мъж е носел оръжие. В същото време има и немалко легално въоръжени гърци. На първо място въоръжени са моряците от гръцкия флот – за да се защитават от пирати или сами да пиратстват. Съществуват още три вида военизирани хора – клефти, арматоли и капои. Клефтите съответстват на българските хайдути. Те се въоръжават без разрешение от властите и ходят по планините на чети. Главният им мотив е личното отмъщение, а главен обект на нападения – представители на османската администрация. Арматолите съставляват полицейска сила, призната от властите. Те осигуряват обществения ред, пазят проходите и участват в преследване на клефтите. Капоите са полицейски части, набирани от провинциалните власти. Ръководителите и на трите формирования се наричат капетани. Докато клефтите преминават от един район в друг, то арматолите имат в подчинение определена област, наречена капетанлък, която се ползва с вътрешна автономия.
Гръцките християнски семейства са подложени на система за брутална принудителна военна служба, известна като девширме. Османците принудително събират децата от мъжки пол от християнските села за военно обучение в султанската армия и ги записват в корпуса на еничарите. Това набиране е спорадично и броят на наборниците варира в различните региони. Към средата на XVII век практиката до голяма степен приключва.
При османската система на управление, гръцкото общество е едновременно насърчавано и ограничавано. С едната ръка турският режим дава привилегии и свобода на своя подвластен миллет; с другата налага тирания, произтичаща от злоупотребите на нейния административен персонал, върху който султанът упражнява само отдалечен и непълен контрол. Всъщност „раята“ е с потъпкани права и изложена на произвола на турската администрация, а понякога и на гръцките земевладелци – коджабашии. Терминът рая започва да обозначава непривилегировано, обременено с данъци и социално по-ниско население.

### Икономика
Икономическото положение на по-голямата част от Гърция се влошава по време на османската ера. Животът става предимно подчинен на селското стопанство и се милитаризира. Християнското население е натоварено с големи данъчни тежести и много гърци са принудени да се занимават със земеделие, за да преживеят, докато през предишната епоха регионът е силно развит и урбанизиран. Изключение от това правило е Константинопол и държаните от венецианци Йонийски острови, където много гърци живеят в просперитет.
След около 1600 г. османците прибягват до военно управление в някои части от днешна Гърция, което провокира допълнителна съпротива, а също така води до икономическа миграция и ускорен спад на населението. Османските земевладения, преди това феоди, държани директно от султана, се превръщат в наследствени имоти (чифлици), които могат да бъдат продавани или завещани на наследници. Новата класа на османските земевладелци принуждава дотогавашните свободни гръцки фермери да придобият статут на крепостни, което води до обезлюдяване на равнините и до бягството на много хора в планините, за да се спасят.

### Религия
Султанът счита Цариградския патриарх за водач на цялото православно население в рамките на империята. Патриархът отговаря пред султана за доброто поведение на православните, а в замяна му се дават широки правомощия за управление на православните общности, включително и на негръцките славянски народи. Патриархът контролира съдилищата и училищата, както и църквата в гръцките общности в империята. Това прави православните свещеници, заедно с местните големци, наречени прокрити (Prokritoi) или димогеронти (Dimogerontes), реални управители на гръцките градове. Някои от тях, като Атина и Родос, запазват своето общинско самоуправление, докато други са поставени под османско управление. Няколко области, като полуостров Мани в Пелопонес и части от Крит (Сфакия) и Епир, остават практически независими.
По време на честите османско-венециански войни гърците застават на страната на венецианците срещу османците, с няколко изключения. Като цяло Константинополската патриаршия остава лоялна на османците при западни заплахи (както например по време на въстанието на Дионисий Философ и др.). Православната църква съдейства значително за запазването на гръцкото историческо наследство и придържането към гръцката православна вяра все повече се превръща в белег на гръцката националност.
По правило османците не изискват от гърците задължително да стават мюсюлмани, въпреки че мнозина го правят само и само за да избегнат социално-икономическите трудности или поради предполагаемата корупция на гръцкото духовенство. Регионите на Гърция, в които има най-големи концентрации на османски гръцки мюсюлмани, са Егейска Македония, по-специално Валахади, съседен Епир и Крит. Съгласно логиката на милетите, гръцките мюсюлмани, въпреки че често запазват елементи от своята гръцка култура и език, се класифицират просто като „мюсюлмани“, въпреки че повечето гръцки православни християни ги смятат за „потурчени“ и следователно ги считат за предатели на своята етно-религиозна общност.
Някои гърци стават новомъченици, като Свети Ефраим Новомъченик или Свети Димитрий Новомъченик, докато други стават крипто-християни (гръцки мюсюлмани, които тайно практикуват гръцката православна вяра). Правят го, за да избегнат тежките данъци и в същото време изразяват своята идентичност, като поддържат тайни връзки с Гръцката православна църква. Крипто-християните официално са изложени на риск да бъдат убити, ако бъдат хванати да изповядват немюсюлманска религия, след като приемат исляма. Има и случаи на гърци от теократичната или византийската аристокрация, приели исляма, като Йоан Комнин Челеби и Месих паша.
Отношението към християнските поданици варира значително при управлението на различните султани. Според византийски историк Баязид I свободно допускал християни до себе си, докато се е опитвал да разшири империята в ранния османски период. По-късно, въпреки че турският владетел се опитва да умиротвори местното население с възстановяване на върховенството на закона в мирно време, християнското население става обект на специални данъци и данъка девширме, за да попълва редиците на еничарския корпус. От друга страна, жестоки гонения на християни се провеждат по време на управлението на Селим I (1512 – 1520), известен като Селим Мрачния, който се опитва да изкорени християнството от Османската империя. Селим нарежда конфискуването на всички християнски църкви и докато тази заповед по-късно бива отменена, християните са силно преследвани по време на неговата управление.

## Гръцка национално-освободителна борба
В течение на осемнадесети век османските земевладения, преди това феоди, държани директно от султана, се превръщат в наследствени имоти (чифлици), които могат да бъдат продадени или завещани на наследници. Новата класа на османските земевладелци принуди дотогавашните свободни гръцки селяни в крепостничество, което доведе до по-нататъшна бедност и обезлюдяване в равнините.
От друга страна, положението на образованите и привилегировани гърци в рамките на Османската империя значително се подобрява през 17-ти и 18-ти век. От края на 1600 г. гърците започват да заемат някои от най-високите и важни длъжности в османската държава. Фанариотите, класа от богати гърци, живеещи в квартал Фенер в Константинопол, стават все по-могъщи. Техните пътувания до Западна Европа като търговци или дипломати ги сблъскват с напредналите идеи на либерализма и национализма и именно сред фанариотите се ражда съвременното гръцко националистическо движение. Много гръцки търговци и пътешественици са повлияни от идеите на Френската революция и в началото на 19-ти век в много гръцки градове и градове, управлявани от Османската империя, започва нова епоха на гръцкото Просвещение.
Гръцкият национализъм също е стимулиран от агенти на Екатерина Велика, православната владетелка на Руската империя, която се надява да придобие османска територия, включително самия Константинопол, чрез подбуждане на православен бунт срещу османците. Но по време на Руско-турската война, избухнала през 1768 г., гърците не се разбунтуват, разочаровайки своите руски покровители. Договорът от Кучук-Кайнарджа (1774 г.) дава на Русия правото да прави „постъпки“ пред султана в защита на своите православни поданици и руснаците започват редовно да се месят във вътрешните работи на Османската империя. Това, съчетано с идеите на Френската революция от 1789 г., започва да възстановява връзката на гърците с външния свят и е предпоставка за активно националистическо движение, едно от най-прогресивните за времето.
Гърция е периферно въвлечена в Наполеоновите войни, но един епизод има важни последици. Когато французите под ръководството на Наполеон Бонапарт превземат Венеция през 1797 г., те също придобиват Йонийските острови, като по този начин слагат край на четиристотин години венецианско управление над Йонийските острови. Островите стават клиентска френска Септинсуларна република, която притежава местна автономия. Това е първият път, когато гърците получават самоуправление след падането на Трапезунд през 1461 г.
Сред онези, които са служили на островите, е Йоан Каподистрия, предопределен да стане първият държавен глава на независима Гърция. До края на Наполеоновите войни през 1815 г. Гърция се е възстановила от вековната си изолация. Британски и френски писатели и художници започват да посещават страната, а богатите европейци започват да колекционират гръцки антики. Тези „филелини“ ще изиграят важна роля в мобилизирането на подкрепа за гръцката независимост.

### Въстания преди 1821 г.
Гърците на различни места на гръцкия полуостров се надигат често срещу османското владичество, главно като се възползват от войните, в които Османската империя е въвлечена. Тези въстания са със смесен мащаб и въздействие. По време на Османско-венецианската война (1463 – 1479) братята Маниоти Кладас, Крокоделос и Епифани, водят отряди стратиоти от името на Венеция срещу турците в Южен Пелопонес. Те поставят Вардуния и техните земи във венецианско владение, на което Епифани действа като управител.
Преди и след победата на Свещената лига през 1571 г. в битката при Лепанто на полуострова избухват поредица от конфликти в Епир, Фокида (записано в Хрониката на Галаксиди) и Пелопонес, водени от братята Мелисинос и други. Те са потушени до следващата година. Краткосрочни бунтове на местно ниво избухват в целия регион, като тези, водени от митрополит Дионисий Философ в Тесалия (1600) и Епир (1611).
По време на Критската война (1645 – 1669) маниотите помагат на Франческо Морозини и венецианците в Пелопонес. Гръцки нередовни части също помагат на венецианците през Морейската война в операциите им в Йонийско море и Пелопонес.
Голямо въстание през този период е Морейското въстание (Орловски бунт) (на гръцки: Ορλωφικά), който се провежда по време на Руско-турската война (1768 – 1774) и предизвиква въоръжени вълнения както в континенталната част на Гърция, така и на островите Даскалоянис. През 1778 г. гръцка флота от седемдесет кораба, събрана от Ламброс Кацонис, която тормози турските ескадри в Егейско море, превзема остров Кастелоризо и ангажира турската флота в морски битки до 1790 г.

### Гръцка война за независимост
През 1814 г. в Одеса е създадена тайна гръцка националистическа организация Филики Етерия („Приятелско общество“ или „Компания от приятели“). Членовете на организацията планират бунт с подкрепата на богати гръцки общности в изгнание във Великобритания и САЩ. Те получават подкрепа от симпатизанти от Западна Европа, както и тайна помощ от Русия. Организацията планира като водач на планирания бунт Каподистрия, който междувременно става руски външен министър, но той отказва. На 25 март (сега Ден на независимостта на Гърция) 1821 г. православният епископ Германос от Патра благославя знамето на националното въстание. Османците за отмъщение организират клане на гърци в Константинопол и подобни погроми в Смирна.
Планирани са едновременни въстания в цяла Гърция, включително в Македония, Крит и Кипър. С първоначалното предимство на изненадата и подпомогнати от османската неефективност в битката им срещу Али паша Янински, гърците успяват да превземат Пелопонес и някои други области. Някои от първите гръцки атаки са предприети срещу невъоръжени османски селища, като около 40% от турските и албанските мюсюлмански жители на Пелопонес са убити, а останалите напускат района или са депортирани.
Османците се окопитват и на свой ред отмъщават жестоко, избивайки гръцкото население на Хиос и други места. Това се обръща в тяхна вреда, защото провокира допълнителни симпатии към гърците във Великобритания и Франция. Въстаналите гърци не успяват да установят силно правителство в областите, които контролират, и започват борби помежду си (Гражданска война в Гърция (1824 – 1825)). Безрезултатните битки между гърци и османци продължават до 1825 г., когато султанът изпраща в Пелопонес мощен флот и армия под ръководството на Ибрахим паша от Египет, за да потушат революцията, обещавайки му за награда Пелопонес. Жестокостите, съпътстващи тази експедиция, заедно със съчувствието, предизвикано от смъртта на поета и виден филелинин лорд Байрон в Месолонги през 1824 г., карат в крайна сметка Великите сили да се намесят. През октомври 1827 г. британският, френският и руският флот, по инициатива на своите командири, но с мълчаливото одобрение на своите правителства, унищожават османския флот в битката при Наварино. Това е решаващият момент във войната за независимост.
Русия от април 1828 г. е във война с османците. През октомври същата година французите дебаркират в Пелопонес, за да го спасят от армията на Ибрахим. Под тяхна защита гърците успяват да се реорганизират, да формират ново правителство и да победят османците в битката при Петра в Беотия, последната битка на войната. След това те напредват с цел да завземат възможно най-много територия, преди западните сили да наложат примирие.
Конференция в Лондон през 1830 г. предлага напълно независима гръцка държава (а не автономна, както е предложено по-рано). Окончателните ѝ граници са определени по време на Лондонската конференция от 1832 г., като северната гръцка граница преминава от Арта до Волос, а от островите са включени само Евбея и Цикладите. Гърците са разочаровани, но не са в състояние да се противопоставят на волята на Великобритания, Франция и Русия, допринесли значително за гръцката независимост. С конвенция от май 1832 г. Гърция окончателно е призната за суверенна държава.
През октомври 1831 г. Каподистрия, който управлява Гърция от 1828 г., е убит от политическите си противници. За да предотвратят по-нататъшни експерименти с републиканско правителство, Великите сили, особено Русия, настояват Гърция да стане монархия и за неин първи крал е избран баварският принц Ото.